# Debüt im Ersten
Das Debüt im Ersten, seit 2022 ARD Debüt ist eine Sendereihe der ARD, in der der erste oder zweite Langfilm (90 Minuten) eines Autors oder Regisseurs finanziell gefördert, produziert und ausgestrahlt wird. Seit 2001 wird das Debüt im Ersten ausgestrahlt und besteht bislang aus 14 Staffeln.

## Bisher ausgestrahlte Filme

### 2001
- 11. Oktober: Oi! Warning
- 18. Oktober: Clowns
- 25. Oktober: Der König vom Block
- 1. November: Viehjud Levi
- 8. November: Vom Himmel das Blaue
- 15. November: Geiselfahrt ins Paradies

### 2002
- 10. Oktober: Zwischen den Sternen
- 17. Oktober: Vergiss Amerika
- 24. Oktober: alaska.de
- 31. Oktober: Über Wasser
- 31. Oktober: Rohat - Sonne die die Nacht vertreibt

### 2003
- 25. September: Nichts bereuen
- 2. Oktober: Absolute Giganten
- 9. Oktober: Ein Leben lang kurze Hosen tragen
- 16. Oktober: Scherbentanz
- 23. Oktober: Secret Society
- 30. Oktober: Die Datsche
- 6. November: In einer Nacht wie dieser
- 13. November: Gangster
- 20. November: Mein Bruder der Vampir

### 2004
- 23. September: Lammbock
- 7. Oktober: Die Ritterinnen
- 14. Oktober: Sophiiiie!
- 21. Oktober: Paule und Julia
- 28. Oktober: Yugotrip
- 4. November: Fickende Fische
- 11. November: Last Minute

### 2005
- 14. Juli: Elefantenherz
- 21. Juli: Pipermint ... das Leben, möglicherweise
- 28. Juli: Folgeschäden
- 4. August: Baby
- 11. August: Hierankl
- 18. August: Junimond
- 25. August: Jargo
- 1. September: Such mich nicht
- 25. November: Wir

### 2006
- 22. Juni: Nachbarinnen
- 29. Juni: Schöne Frauen
- 6. Juli: Kroko
- 13. Juli: Rabenkinder
- 20. Juli: Liebes Spiel
- 27. Juli: Meine Frau, meine Freunde und ich
- 3. August: Sugar Orange
- 10. August: Der Wald vor lauter Bäumen
- 17. August: Allein

### 2007
- 27. August: Katze im Sack
- 20. August: Gisela
- 13. August: Schönes Wochenende
- 6. August: Kammerflimmern
- 30. Juli: Zeit nach der Trauer
- 23. Juli: Zores
- 16. Juli: Herzentöter
- 9. Juli: Unter dem Eis
- 2. Juli: Mitfahrer
- 25. Juni: Rose

### 2008
- 25. August: Das wahre Leben
- 18. August: Alles Lüge – Auf der Suche nach Rio Reiser
- 4. August: Haus der Wünsche
- 28. Juli: Wahrheit oder Pflicht
- 21. Juli: Die blaue Grenze
- 14. Juli: Die fetten Jahre sind vorbei
- 7. Juli: Prinzessin
- 30. Juni: Pingpong
- 23. Juni: Kahlschlag
- 11. April: Paule und Julia

### 2009
- 13. Juli: Gegenüber
- 20. Juli: Reine Geschmacksache
- 27. Juli: Die Unerzogenen
- 3. August: Blindflug
- 10. August: Vineta
- 17. August: Höhere Gewalt
- 24. August: Frei nach Plan
- 31. August: Fata Morgana

### 2010
- 14. Juni: Vier Minuten
- 21. Juni: Mein Freund aus Faro
- 28. Juni: Hundeleben
- 5. Juli: Meer is nich
- 12. Juli: Liebesleben
- 19. Juli: Dr. Alemán
- 26. Juli: Nichts als Gespenster
- 2. August: Berlin 1. Mai
- 9. August: Baching
- 16. August: Nacht vor Augen
- 23. August: Die Besucherin

### 2011
- 20. Juni: Alle anderen
- 27. Juni: Evet, ich will!
- 4. Juli: Es kommt der Tag
- 11. Juli: In jeder Sekunde
- 18. Juli: Karger
- 25. Juli: Chiko
- 1. August: Zarte Parasiten
- 8. August: Rückkehr der Störche
- 15. August: Die Hummel
- 22. August: Die Liebe der Kinder

### 2012
- 17. Mai: Das Lied in mir
- 24. Mai: Bis aufs Blut – Brüder auf Bewährung
- 31. Mai: Der Architekt
- 7. Juni: Die zwei Leben des Daniel Shore
- 14. Juni: Der Brand
- 21. Juni: Snowman’s Land
- 29. Juni: Hangtime – Kein leichtes Spiel
- 5. Juli: Über uns das All
- 12. Juli: Was Du nicht siehst

### 2013
- 16. Mai: Die Fremde
- 23. Mai: 13 Semester
- 30. Mai: Die Ausbildung
- 6. Juni: Transpapa
- 13. Juni: Unkraut im Paradies
- 20. Juni: Jasmin
- 27. Juni: Satte Farben vor Schwarz
- 4. Juli: Der Albaner

### 2014
- 12. Juni: Am Himmel der Tag
- 13. Juni: Tage, die bleiben
- 19. Juni: Kohlhaas oder die Verhältnismäßigkeit der Mittel
- 20. Juni: Gegengerade
- 26. Juni: Die Unsichtbare
- 27. Juni: Fliegende Fische müssen ins Meer
- 3. Juli: Ein Tick anders
- 4. Juli: I Phone You
- 10. Juli: Kaddisch für einen Freund
- 11. Juli: Eastalgia – Einfach leben!
- 17. Juli: Wer, wenn nicht wir
- 18. Juli: Schuld sind immer die Anderen

### 2018
- 29. Mai: Fado
- 5. Juni: Einmal bitte alles
- 5. Juni: Therapie
- 12. Juni: Schrotten!
- 12. Juni: Polder - Tokyo Heidi
- 19. Juni: Babai - Mein Vater
- 19. Juni: Morris aus Amerika
- 26. Juni: Verfehlung
- 26. Juni: Dinky, Sinky
- 3. Juli: Die Hannas
- 3. Juli: Ferien

### 2019
- 11. Juni: Mängelexemplar
- 11. Juni: Axolotl Overkill
- 18. Juni: Marija
- 18. Juni: Tiger Girl
- 25. Juni: Jonathan
- 25. Juni: Jenseits des Spiegels
- 2. Juli: Die beste aller Welten
- 2. Juli: Schwester Weiß
- 9. Juli: Sommerhäuser
- 9. Juli: Lux – Krieger des Lichts
- 16. Juli: Der glücklichste Tag im Leben des Olli Mäki
- 16. Juli: Zwischen den Jahren

### 2020
- 18. August: Alles ist gut
- 18. August: Es war einmal Indianerland
- 25. August: LOMO – The Language of Many Others
- 25. August: Leanders letzte Reise
- 1. September: 1000 Arten Regen zu beschreiben
- 1. September: Die defekte Katze
- 8. September: Bonnie & Bonnie
- 8. September: Wann endlich küsst du mich?
- 15. September: Die Vierhändige
- 15. September: Ich liebe alles was ich an dir hasse
- 22. September: Wer hat eigentlich die Liebe erfunden?
- 22. September: Back for Good

### 2021
- 25. Mai: Die Einzelteile der Liebe
- 26. Mai: Goliath96
- 01. Juni: Limbo
- 02. Juni: Prélude
- 08. Juni: Atlas
- 09. Juni: Easy Love
- 15. Juni: Kopfplatzen
- 16. Juni: Weitermachen Sanssouci
- 30. Juni: Petting statt Pershing
- 30. Juni: Raus
- 07. Juli: Im Niemandsland
- 07. Juli: Electric Girl

### 2022
- 03. April: Morgen sind wir frei
- 02. Mai: Code 7500
- 05. Juni: Sag Du Es Mir
- 03. Juli: Sunburned
- 08. August: Zoros Solo